# Krikon
Krikon (Prunus domestica ssp. insititia) är en underart till plommon. Frukten är vanligtvis mörkblå till färgen, men den förekommer också som gula, lila och gröna, ganska runda och mindre än plommon.

## Dialektala namnformer
Dialektala och historiska namn är damaskenerplommon, damaskusplommon, kirkon, krijkon trää (krikonträd), krikonplommon, krikonträd, sperling, spillen, spillinger, spudden, spullen, tersen, terson, tysk slån, tyska slån och tyskaslån.